# Джулио (епископ Палестрины)
Джулио  (Giulio) — католический церковный деятель XII века. На консистории, проводившейся в пепельную среду 1144 года был провозглашен кардиналом-священником Сан-Марчелло. Участвовал в выборах папы Луция II (1144), Евгения III (1145), Анастасия IV (1153), Адриана IV (1154) и Александра III (1159). Стал кардиналом-епископом Палестрины в 1158 году.